# Ciel sans étoiles
Pour plus de détails, voir Fiche technique et Distribution.
Ciel sans étoiles (titre original : Himmel ohne Sterne) est un film allemand réalisé par Helmut Käutner, sorti en 1955.

## Synopsis
Dans l'Allemagne divisée des années 1950, Anna Kaminski (Eva Kotthaus), jeune veuve d'un mari mort à la guerre, résidente en Thuringe en RDA, a été séparée de son jeune fils élevé par ses grands-parents en RFA. Elle passe illégalement le rideau de fer pour aller régulièrement voir son fils qui se trouve à seulement quelques kilomètres en Bavière et voudrait l'avoir toujours auprès d'elle. Elle fait la connaissance de Carl Altmann (Erik Schumann), policier affecté à la surveillance des frontières, et ils tombent réciproquement amoureux. Carl décide d'aider Anna à faire rentrer son fils en passant par la ligne de chemin de fer, ce qui va leur être fatal.

## Fiche technique
- Titre : Ciel sans étoiles
- Titre original : Himmel ohne Sterne
- Réalisation : Helmut Käutner
- Scénario : Helmut Käutner d'après sa pièce de théâtre
- Dialogues : Helmut Käutner
- Photographie : Kurt Hasse
- Montage : Anneliese Schönnenbeck
- Son : Martin Müller
- Musique : Bernhard Eichhorn
- Décors : Hans Berthel, Robert Stratil
- Costumes : Erica Balqué
- Producteur : Harald Braun
- Société de production : Neue Deutsche Filmgesellschaft mbH (NDF)
- Société de distribution : Europa-Filmverleih GmbH
- Pays d'origine :  Allemagne de l'Ouest
- Langue de tournage : allemand
- Prises de vue : 
  - Période de tournage : 13 juillet au 12 septembre 1955
  - Extérieurs : Ludwigstadt, Naila, Wolfratshausen, Töpen
  - Intérieurs : Studios Bavaria Film (Bavaria Atelier Munich-Geiselgasteig)
- Format : Noir et blanc — 35 mm — 1,33:1 — Son : Mono
- Genre : film dramatique
- Durée : 108 minutes
- Dates de sortie : 
  - Allemagne de l'Ouest : 14 octobre 1955

## Distribution
- Erik Schumann (VF : Marc Arnaud) : Carl Altmann
- Eva Kotthaus : Anna Kaminski
- Georg Thomalla : Willi Becker
- Horst Buchholz : Mischa Bjelkin
- Gustav Knuth (VF : Patrice Dozier) : Otto Friese
- Camilla Spira : Elsbeth Friese
- Erich Ponto : le père Kaminski
- Lucie Höflich : la mère Kaminski
- Wolfgang Neuss : Vopo Edgar Bröse
- Helmut Käutner : narrateur (voix off version originale)

## Récompenses et distinctions
- Prix RFA Wiesbaden (FBW) 1955 : meilleur film
- Prix du film allemand 1956 :
  - Prix or du meilleur film de long métrage
  - Erich Ponto, lauréat du prix argent du meilleur acteur dans un second rôle
  - Horst Buchholz, lauréat du prix argent du meilleur jeune acteur
  - Eva Kotthaus, lauréate du prix argent de la meilleure jeune actrice